# Conception Bay South Strikers FC
Conception Bay South Strikers FC, meestal afgekort tot CBS Strikers FC of Strikers FC, is een Canadese voetbalclub uit Conception Bay South, een gemeente in de Metropoolregio St. John's, Newfoundland en Labrador. De clubkleuren zijn donkerblauw en wit.
De mannenploeg speelt in de Challenge Cup, het provinciale voetbalkampioenschap. De vrouwenploeg deed hetzelfde in de provinciale Jubilee Trophy, al komt ze sinds 2023 uit in de St. John's Intermediate League. De mannenploeg won nog nooit een provinciale titel, de vrouwenploeg won daarentegen al verschillende malen het provinciale kampioenschap.
Zowel de mannen- als vrouwenafdeling staan bekend onder de "hoofdnaam" Strikers FC, al stond de vrouwenafdeling in de 20e eeuw bekend als Raiders FC.

## Sponsornamen
Sommige seizoenen treden de elftallen van CBS Strikers FC op onder een sponsornaam. Zo stond het vrouwenelftal in de Jubilee Trophy in de jaren 2010 lange tijd bekend als Kirby United FC en later als Calvin Randell Strikers FC (2020-2022). Het mannenelftal stond ook wel bekend als That Pro Look Strikers FC (2020-2022) en als S'Pairs Optical Strikers FC (2023-2024).

## Erelijst
Jubilee Trophy (dames)
winnaar (7+1): 1985, 1987, 1988, 1990, 1992, 2013, 2014, 2015